# Axel Brass
Axel Brass è uno dei personaggi comprimari della serie a fumetti Planetary, creata da Warren Ellis e John Cassady e pubblicato dalla casa editrice WildStorm.
Sostanzialmente è una versione aggiornata del personaggio dei pulp magazine Doc Savage (personaggio a cui si è ispirato anche Alan Moore per creare il suo Tom Strong).
Come Elijah Snow è uno dei Century Babies, forte e resistente oltre i limiti umani e virtualmente immortale.
Insieme ad altri personaggi (tutti ispirati ad altri characters dei pulp magazine dell'epoca come Tarzan, l'Uomo Ombra, The Spider ecc.) nel 1945 costruisce un computer capace di aprire gli universi paralleli (il multiverso composto da 196.833 dimensioni) per creare così il migliore dei mondi possibili e mettere fine alla Seconda guerra mondiale.
Ma l'esperimento porta alla loro completa distruzione.
Un supergruppo (i cui sette personaggi principali sono tutti ispirati alla Lega della Giustizia nella versione postmoderna creata da Grant Morrison) per salvare il proprio universo dalla distruzione attacca Brass e i suoi alleati che si immolano per salvare l'umanità intera.
Solo Brass si salva dal massacro e dopo quasi 54 anni viene ritrovato da Elijah Snow in condizioni critiche (ha infatti diminuito le funzioni vitali per sopravvivere).
Dopo averlo portato in una clinica per curarlo Brass viene arruolato come agente nel suo gruppo segreto di Planetary pronto per la battaglia contro i Quattro.